# Gatbil
En gatbil är en bil, men begreppet är svårdefinierat. Enligt Marcus Sjöstedt i föreningen Umeå Gatbilar är det alla bilar som framförs lagligt på vägar.
Ordet används ofta om bilar som är speciellt byggda för till exempel street racing eller om muskelbilar, men som är godkända för att framföras på allmän väg (street legal).